# Deborah Henson-Conant
Deborah Henson-Conant (* 11. November 1953 in Stockton (Kalifornien)) ist eine US-amerikanische Komponistin und Harfenistin, die dieses Instrument, auch im Jazz, etabliert hat.

## Leben und Wirken
Henson-Conant spielt seit dem zwölften Lebensjahr Harfe. Von 1976 bis 1979 studierte sie an der University of California, Berkeley Komposition; sie erhielt am Abschluss den Eisner Prize for Excellence. Sie gehörte dann Sinfonieorchestern in Boston und in San Francisco an. Anschließend arbeitete sie mit einer Cellistin und trat u. a. in Hotels auf. 1982 gründete sei ihr erstes Jazztrio. Innerhalb weniger Jahre bespielte sie die Festivals in Montreal, Pori, das amerikanische Blue Note-Festival, aber auch das World Harp Festival in Wales und die Rencontres Internationales de Harp in Frankreich.
Seit 1987 veröffentlichte sie eine große Zahl von Alben unter eigenem Namen, auf denen sie u. a. mit Mark Egan und Danny Gottlieb zusammenspielte. Weiterhin sind Kooperationen mit Lee Ritenour, Dave Grusin, Patti Austin, Gary Burton oder Barbara Dennerlein zu nennen. Vermehrt spielt sie elektrische Harfe und versucht dabei, das musikalische Spektrum zwischen Blues und Flamenco abzudecken.
Als Komponistin schrieb Henson-Conant Kammerkonzerte, die u. a. mit den Boston Pops aufgeführt wurden; in den letzten Jahren gastierte sie häufiger bei großen Sinfonieorchestern, etwa der Syracuse Symphony. Sie ist auch als Zeichnerin und Autorin von Kurzgeschichten hervorgetreten. 2006 wurde sie für einen Grammy Award nominiert.

## Diskographie
- 1985: Songs My Mother Sang
- 1987: 'Round the Corner - Jazz Standards for Harp, Bass & Drums
- 1989: On the Rise
- 1990: Caught in the Act
- 1991: Talking Hands
- 1992: Budapest
- 1994: Naked Music
- 1995: The Gift - 15 Fantasies on Traditional Christmas Carols from Around the World for Solo Harp
- 1995: Just for you - Live in Concert
- 1998: Altered Ego
- 1999: The Celtic Album
- 2000: The Frog Princess
- 2004: Artist’s Proof (Phase 2.1)
- 2006: Invention and Alchemy (CD & DVD)